# Retrato de Camila Gonzaga con tres hijos
El Retrato de Camila Gonzaga con tres hijos es una pintura al óleo sobre tabla (128 cm x 97 cm) atribuida a Parmigianino y otros, datada hacia 1539-1540 y conservada en el Museo del Prado de Madrid. La obra hace pendant, o sea pareja, con el Retrato de Pier Maria Rossi di San Secondo, marido de la dama, en el mismo museo.

## Historia
El inventario de 1686 del real Alcázar de Madrid registra en la Sala de la Aurora un retrato de "la mujer del Conde de San Secondo". A partir de esta indicación, en 1896, Ricci reconoció a Camila Gonzaga, esposa de Pier Maria III de Rossi.
Basseri Rota (1995) reconstruyó las etapas que llevaron el cuadro a España: en 1650, en el curso de unas negociaciones entre los Farnesio de Parma y los Rossi de San Secondo sobre algunos feudos confiscados a estos últimos en 1635, Scipione I de Rossi acudió a la corte de Madrid, donde obtuvo dinero y apoyo de Felipe IV que fueron indispensables para el buen éxito en la disputa; no llevó consigo los retratos de la pareja, pero quizás los prometió, o al menos habló de ellos, de manera que en 1664, un intermediario pudo comprarlos en nombre del rey de la colección Serra.
Tanto de la pintura como de su pendant se realizaron numerosas copias antiguas. Dos, vistas en San Secondo por el padre Ireneo Affò y confundidas con las originales, se donaron en 1810 del conde Rossi a Moreau de Saint Mery: en la copia del retrato del conde cerca de la estatua de Marte aparece la inscripción "Imperio", ausente en la original.
La atribución al maestro es controvertida: la negaron Freedberg (1950), Longhi (1991) y De Giampaolo (1991), el cual indicó como posible autor un artista del círculo de Bronzino. De hecho es probable que Parmigianino, en los convulsos eventos de sus últimos años, no hubiera tenido tiempo de crear también el retrato de la condesa, al morir en 1540. Quizás a partir de un boceto suyo debió completarlo otro.
Camila Gonzaga (1500-1585) era hija de Giovanni Gonzaga, señor de Vescovato, y de su esposa Laura Bentivoglio.

## Descripción y estilo
Sobre un fondo neutro negro se ve a la condesa de tres cuartos, hasta las rodillas, con un rico vestido de terciopelo escarlata, con el escote y el corpiño velado con una pieza de fina muselina plisada, y un rico conjunto de joyas (collar, cadena, pendientes, tocado, cinturón colgante). La mirada se dirige hacia la derecha, idealmente hacia el retrato del marido. En torno a ella están tres de sus diez hijos: Troilo, Federico e Ippolito. Tal iconografía aparece por primera vez en el arte italiano, inspirándose en las figuras de la alegoría de la Caridad: sólo Holbein había hecho algo parecido anteriormente.
Compleja es la atribución de las figuras de los niños, que parecen obra de manos diversas, todas de calidad, y que quizás se fueron añadiendo uno a uno. Estos de hecho no interactúan entre sí y están alrededor de la madre mirando en distintas direcciones. El de la esquina izquierda, el más joven, recuerda a ciertos Niños Jesús de retablos de Parmigianino (como el de la Madonna de Santa Margarita), mientras el que está junto a él tiene el aspecto elegantemente desvitalizado del arte de Bronzino